# جنکینزبرگ (جورجیا)
جنکینزبرگ، جورجیا (به انگلیسی: Jenkinsburg, Georgia) در ایالات متحده آمریکا با جمعیت ۳۷۰ نفر است که در جورجیا واقع شده‌است.

## موقعیت جغرافیایی
موقعیت جغرافیایی شهرها و مناطق اطراف به شرح زیر است: